# Переспа (Львовская область)
Переспа (укр. Переспа) — село в Сокальской городской общине Шептицкого района Львовской области Украины.
Население по переписи 2001 года составляло 742 человека. Занимает площадь 1,57 км². Почтовый индекс — 80082. Телефонный код — 3257.